# Fels (Familienname)
Fels ist ein deutscher Familienname.

## Herkunft und Bedeutung
Fels ist entweder ein Wohnstätten- oder ein Herkunftsname. Als Wohnstättenname geht er auf das mittelhochdeutsche vels (deutsch: Fels) zurück; er bezeichnete also Personen die an einem Felsen wohnten. Als Herkunftsname erfolgte die Benennung nach dem Siedlungsnamen Fels.

## Varianten
- Feltz, Felsmann, Felser, Felsner

## Namensträger
- Andreas Fels (* 1972), deutscher Autor, Werbetexter und Grafiker
- Anna Barbara Colonna von Fels (1583–1625), böhmische Adelige
- Annetje Fels-Kupferschmidt (1914–2001), deutsch-niederländische Widerstandskämpferin gegen den Nationalsozialismus und Holocaustüberlebende
- Carl Leonhard Samuel Colonna von Fels (1674–1752), schlesischer Adliger, Landrechtsbeisitzer und Landesältester der Fürstentümer Oppeln-Ratibor
- Christian Friedrich Fels (1794–1862), Schweizer Politiker, Regierungsrat St. Gallen, Tagsatzungsgesandter
- David Fels-Zollikofer (1719–1794), Schweizer evangelischer Geistlicher
- Eberhard M. Fels (1924–1970), deutscher Wirtschaftswissenschaftler und Hochschullehrer
- Edmond de Fels (1858–1951), französischer Diplomat und Historiker
- Edwin Fels (1888–1983), deutscher Geograph
- Erich Fels, Pseudonym von Aurelius Polzer (1848–1924), österreichischer Schriftsteller
- Erich Fels (Mediziner) (1897–1981), deutsch-argentinischer Gynäkologe
- Friedrich Colonna von Fels († 1614), böhmischer Adliger, Gutsbesitzer und Kämmerer
- Friedrich M. Fels (1864?–??), österreichischer Journalist
- Gerhard Fels (1939–2025), deutscher Wirtschaftswissenschaftler
- Gregor Fels (* 1946), deutscher Chemiker
- Gustav Fels (1842–1922), deutscher Verwaltungsjurist und Politiker, Bürgermeister von Lehe
- Hermann von Fels (1766–1838), Schweizer Kaufmann und Politiker
- Irene Fels-Kuratle (1918–2007), Schweizer Malerin, Mosaizistin, Holzschneiderin und Autorin
- Johann Schmitt-Fels (1875–1935), deutscher Heimatdichter
- Kaspar von Fels (1668–1752), Schweizer Politiker, Bürgermeister von St. Gallen
- Kim Voss-Fels (* 1997), deutscher Handballspieler
- Laurent Fels (* 1984), luxemburgischer Schriftsteller
- Leonhard von Fels (1497–??), österreichischer Hofbeamter
- Lucas Fels (* 1962), deutscher Cellist
- Lucia Fels-Schmidt (1908–1982), deutsche Holocaustüberlebende und Autorin
- Ludwig Fels (1946–2021), deutscher Schriftsteller
- Michel-André Fels (* 1960), Schweizer Jurist und interim Bundesanwalt
- Peter von Fels (1907–1982), Schweizer Maler, Mosaikkünstler und Holzschneider
- Otto Fels, Pseudonym von Otto Stein (Schriftsteller) (1902–1981), österreichischer Schriftsteller
- Roderich Fels, Pseudonym von Siegfried Rosenfeld (1844–1883), österreichischer Schauspieler, Dramatiker und Theaterleiter
- Stefan Fischer-Fels (* 1964), deutscher Dramaturg und Theaterpädagoge
- Theodor Gsell Fels (1818–1898), Schweizer Schriftsteller, Kunsthistoriker und Mediziner